# وایاککارای
وایاککارای (به لاتین: Vaiyakkarai) یک منطقهٔ مسکونی در سری‌لانکا است که در استان شمالی (سری‌لانکا) واقع شده‌است.